# キャラヴァン (ヴァン・モリソンの曲)
「キャラヴァン」（Caravan）は、ヴァン・モリソンの楽曲。70年代より多くのライブ・バージョンが残されている。
1969年7月30日、ニューヨークのマスタートーン・スタジオで録音された。1970年2月28日発売のアルバム『ムーンダンス』に収録された。
ヴァンはニューヨーク州ウッドストックの人里離れた家に暮らしていた頃の思い出をもとに本作品を書き上げた。

## 別バージョン
- テイク1、テイク2-3、テイク4、テイク5-6、テイク7、テイク8。2013年10月22日発売の『ムーンダンス』5枚組ボックスセットに収録[4]。
- 1973年5月～7月に演奏されたライブ・バージョン。1974年2月発売の『魂の道のり』に収録。
- 1973年7月23日～24日にロンドンのレインボー・シアターで行ったライブの映像。2016年6月10日発売の『...It's Too Late To Stop Now Vol. II, III, IV & DVD』のDVDに収録[5]。
- 1974年2月2日にサンフランシスコのウィンターランドで行ったライブの映像。2014年に公式アカウント「Van Morrison on MV」から配信開始された。
- 1976年11月25日にウィンターランドで行われた「ラスト・ワルツ」のライブ。1978年4月公開の映画およびライブ・アルバムにそれぞれ収録された。
- 上記コンサートのリハーサル音源。2002年4月23日発売の『ラスト・ワルツ』4枚組ボックスセットに収録[6][7]。
- 1989年11月にニューヨークで行ったライブの映像。1990年発売のビデオ『Van Morrison: The Concert』に収録。